# Bobotovo Groblje
Bobotovo Groblje (cyr. Боботово Гробље) – wieś w Czarnogórze, w gminie Nikšić. W 2011 roku liczyła 73 mieszkańców.